# Kamenné
Kamenné (německy Steingrün) je malá vesnice, část obce Měděnec v okrese Chomutov v Ústeckém kraji. Nachází se na úbočí Krušných hor asi jeden kilometr jižně od Měděnce v nadmořské výšce 620–720 metrů. Vesnice byla založena nejspíše na počátku patnáctého století. Její obyvatelé pracovali zejména v lese a dodávali uhlí ke zpracování železné rudy. Po druhé světové válce se téměř vylidnila a změnila se na rekreační osadu. Kamenné je také název katastrálního území o rozloze 1,66 km².

## Název
Název vesnice vychází z německého pojmenování Steingrün. V historických pramenech se jméno vyskytuje ve tvarech: Stangryn (1431), Steingrün (1449), Sstayngryn (1466), Sstangrin (1545), Ssteyngryn (1577) nebo Ssteingrin (1602).

## Historie

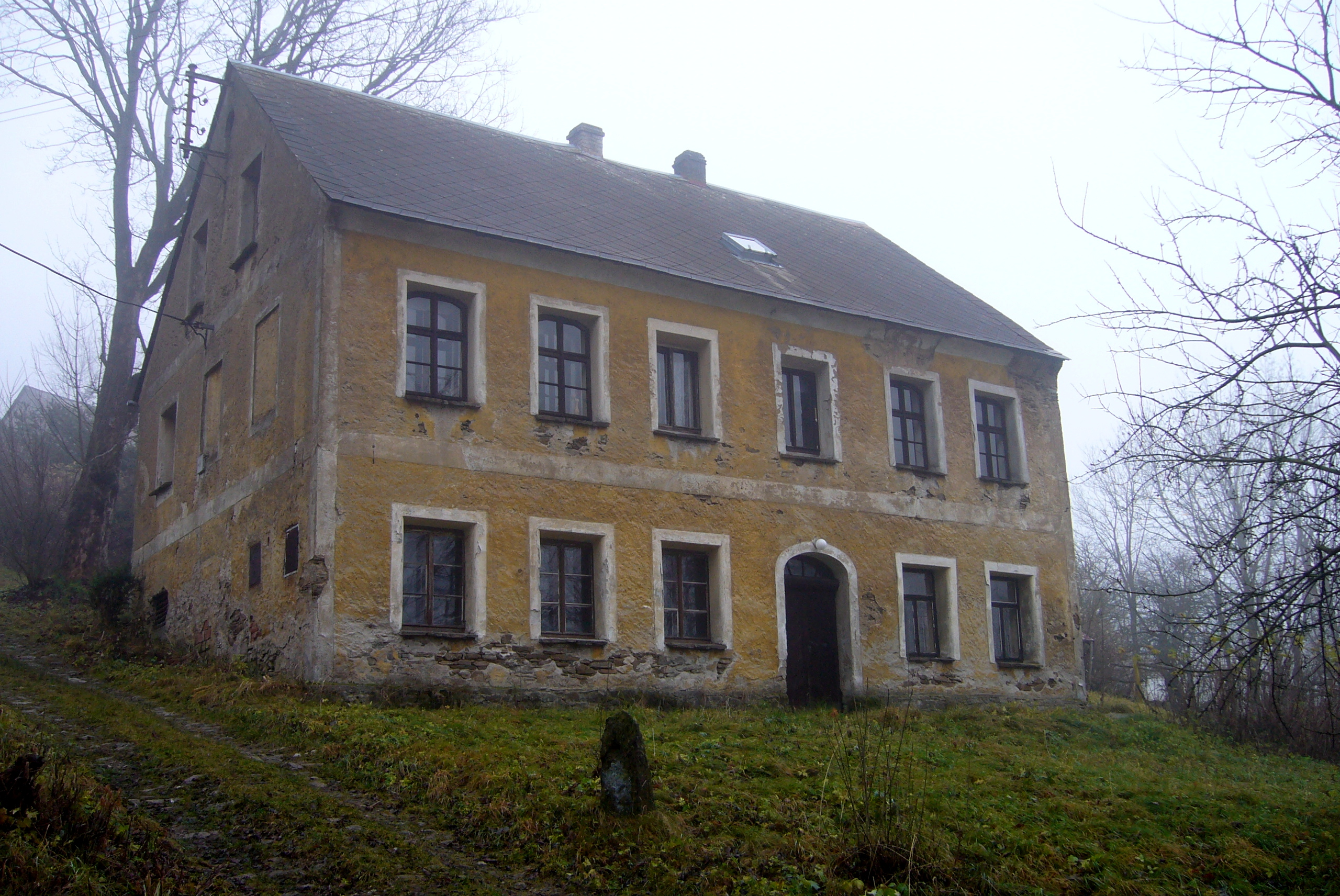
Dům če. 155

První písemná zmínka o vesnici pochází z roku 1431 a nachází se ve smlouvě, kterou si bratři Aleš a Vilém ze Šumburka rozdělili perštejnské panství. Kamenné získal Vilém, který si na své části postavil hrad Šumburk. Roku 1449 však šumburské panství prodal Vilémovi z Ilburka, od kterého jej o čtyři roky později koupili bratři Opl, Boz a Bernart z Fictumu.
V blízkosti vesnice stávaly dva hamry. Zpracování železné rudy zde dosvědčují struskové haldy. Hanuš z Fictumu roku 1543 prodal většinu svého panství a ponechal si pouze Měděnec s několika okolními vesnicemi, ke kterým patřilo i Kamenné. Jeho obyvatelé byli povinni kupovat pivo z měděneckého pivovaru. Měděnec byl v té době rozdělen mezi dva majitele: Šliky a Fictumy. Fictumskou část roku 1597 získal jáchymovský mincmistr Kryštof z Taubenreuthu. Jeho vdova Uršula, rozená ze Zettelbergu, svou část roku 1628 prodala Jindřichu Šlikovi, který tak měděnecký statek sjednotil a připojil ho k hauenštejnskému panství. Jeho součást Kamenné tvořilo až do roku 1663, kdy je vévoda Julius Jindřich Sasko-Lauenburský připojil k ostrovskému panství.
Podle berní ruly z roku 1654 měla vesnice špatné domy, malé množství pastvin a na polích se pěstoval jen oves pro dobytek. Žilo zde dvanáct chalupníků, jeden zahradník, který provozoval mlýn s jedním kolem, a dva poddaní bez majetku. Hlavním zdrojem obživy bylo zpracování dřeva a dodávky dřevěného uhlí k hamrům. Podobnou charakteristiku uvádí také Tereziánský katastr k roku 1748. Podle něj měla vesnice patnáct domů, kromě mlynáře zde pracoval hamerník a osm nádeníků, zpracovávalo se dřevo a vyráběly se krajky. Johann Gottfried Sommer roku 1847 popsal Kamenné jako vesnici se dvěma mlýny a domy rozmístěnými podél cesty do Měděnce.
Elektřina byla do vesnice zavedena roku 1937 z Údolíčka. Před druhou světovou válkou ve vsi byly dvě hospody, dva obchody se smíšeným zbožím, trafika a v budově obecního úřadu fungovala také škola. Koncem války zde pracovali francouzští zajatci, jejichž dílem jsou dva malé rybníky. Po válce byli vysídleni původní němečtí obyvatelé a brzy začali odcházet i noví přistěhovalci. Vesnice se tak téměř vylidnila a změnila se v rekreační osadu, ve které roku 1991 stálo jedenáct chat a patnáct chalup. Na počátku sedmdesátých let zde natáčely venkovní záběry filmu Kronika žhavého léta a malíř Herbert Kisza tu měl stodolu upravenou na víkendovou chalupu a ateliér. V devadesátých letech dvacátého století začala firma EKOCH na okolních pastvinách chovat skot plemene simentál.

## Obyvatelstvo

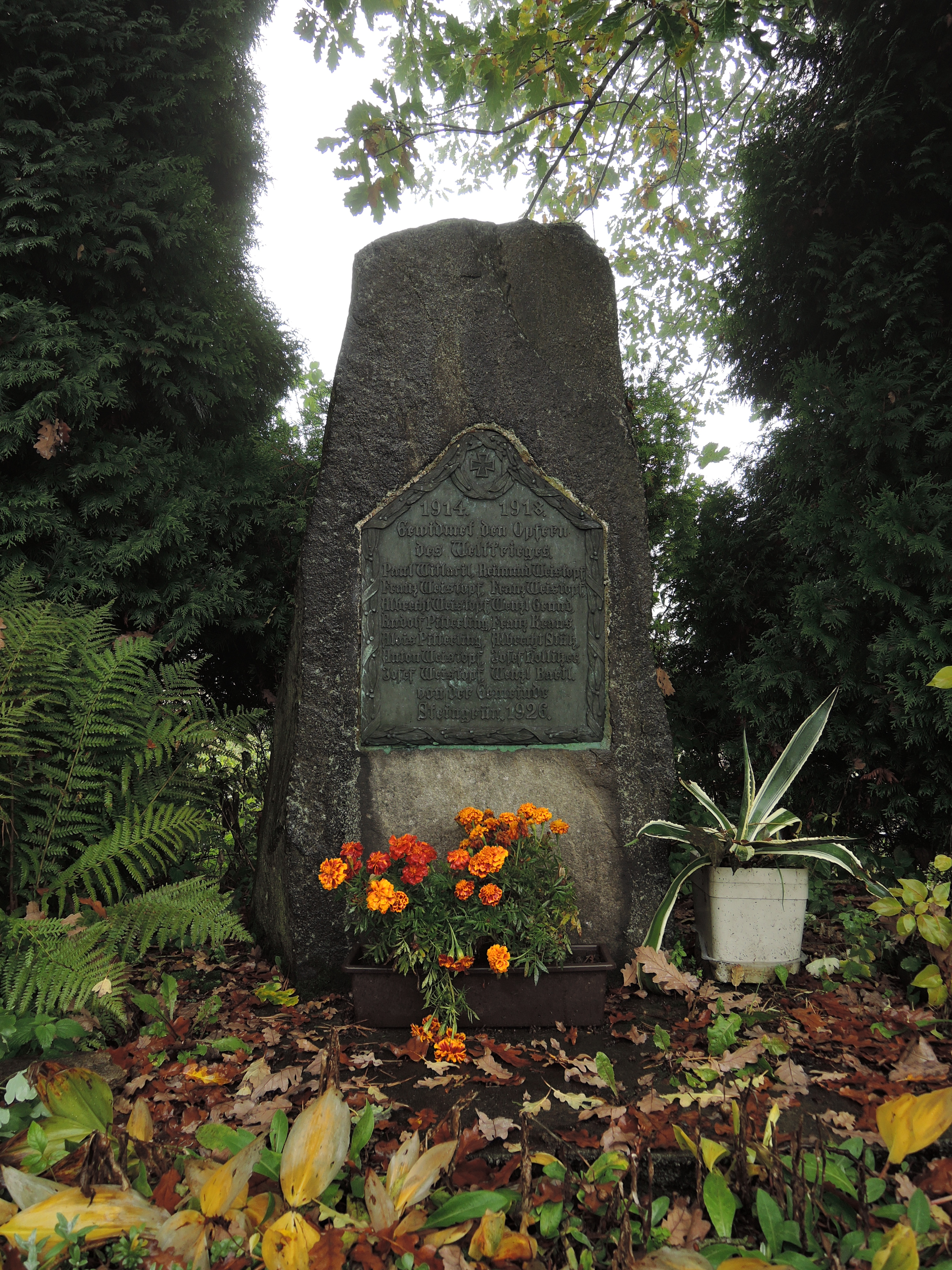
Pomník zdejším vojákům, kteří padli v první světové válce

Při sčítání lidu v roce 1921 zde žilo 252 obyvatel (z toho 126 mužů) německé národnosti a římskokatolického vyznání. Podle sčítání lidu z roku 1930 měla vesnice 300 obyvatel německé národnosti, kteří se kromě jednoho evangelíka hlásili k římskokatolické církvi.
|           | 1869 | 1880 | 1890 | 1900 | 1910 | 1921 | 1930 | 1950 | 1961 | 1970 | 1980 | 1991 | 2001 | 2011 | 2021 |
| --------- | ---- | ---- | ---- | ---- | ---- | ---- | ---- | ---- | ---- | ---- | ---- | ---- | ---- | ---- | ---- |
| Obyvatelé | 289  | 265  | 285  | 309  | 297  | 252  | 300  | 532  | 44   | 19   | 2    | 3    | 4    | 3    | 3    |
| Domy      | 39   | 43   | 46   | 49   | 47   | 48   | 51   | 95   | 14   | 8    | 2    | 3    | 6    | 5    | 6    |

## Obecní správa
Po zrušení poddanství se Kamenné stalo samostatnou obcí v okrese Přísečnice. Roku 1868 bylo osadou Měděnce v kadaňském okrese, ale roku 1880 je uváděno opět jako samostatná obec. Tou zůstalo několik dalších desetiletí, ale v letech 1900–1930 se nacházelo znovu v okrese Přísečnice a od roku 1945 v okrese Vejprty. Od roku 1949 Kamenné patřilo jako osada ke Klášterecké Jeseni v okrese Kadaň a od 1. ledna 1963 je částí obce Měděnec.

## Pamětihodnosti
- Pomník padlým za první světové války
- Boží muka z Přísečnice[11]
- Přírodní památka Sfingy[18]

## Osobnosti
- Werner Stütz (1933–2019[ve zdroji nenalezeno]) – sedlák a myslivec německé národnosti, chovatel stáda vysoké zvěře a domácího zvířectva[19]